# Andreas Wingerli
Henning Benni Andreas Wingerli, född 11 september 1997 i Lycksele, Västerbottens län, är en svensk ishockeyspelare som spelar för EV Zug i NL.

## Klubbar
- Lycksele SK, (2011/2012 – 2012/2013)
- Skellefteå AIK J20, SuperElit (2013/2014 – 2016/2017)
- Skellefteå AIK, SHL (2014/2015 – 2020/2021)
- Colorado Avalanche, NHL (2021/2022)
- Skellefteå AIK, SHL (2022/2023)
- EV Zug, NL (2022/2023 –)